# Friedrich von Korff gen. Schmising-Kerssenbrock

Stammwappen derer von Korff

Maximilian Friedrich Leopold Philipp Maria Graf von Korff gen. Schmising-Kerssenbrock (* 2. August 1820 auf Schloss Brincke; † 19. April 1889 in Münster) war ein preußischer Jurist und Landrat des Unterwesterwaldkreises.

## Leben

### Herkunft und Familie
Friedrich von Korff gen. Schmising-Kerssenbrock entstammte dem westfälischen Uradel. Sein Vater Franz von Korff gen. Schmising-Kerssenbrock (1781–1850) war Landrat des Kreises Halle. Seine Mutter Julia von Korff gen. Schmising-Kerssenbrock (1790–1836) war eine geborene Gräfin zu Stolberg-Stolberg. Er wuchs mit seinen Geschwistern  Julia (* 1813, ⚭ 1838 Otto von Trott zu Solz),  Christian (* 10. August 1815; † 26. August 1886, Herr auf Kückling, ⚭ 1853 Johanna von Weißenbach) und August Heinrich Friedrich Wilhelm Ferdinand Maria (* 3. August 1817; † 29. September 1891,  Landrat) auf.
Sein Großvater Clemens August Heinrich von Korff gen. Schmising (1749–1821) war fürstbischöflicher Oberhofmarschall und wurde am  17. Januar 1816 durch König Friedrich Wilhelm III. in den preußischen Grafenstand erhoben
Friedrich heiratete am 26. August 1851 Gabriele Gräfin von Mirbach (1831–1892). Aus der Ehe sind folgende Söhne hervorgegangen:
- Friedrich (* 26. August 1853, † 27. April 1889), preußischer Leutnant, ⚭ 1878 Sophie von Mengershausen (1856–1893)
- Alfred (* 14. September 1856, † 4. Februar 1936), königlicher Forstrat, ⚭ 1893 Helene Freiin von Hilgers (* 1868)
- Franz (* 2. Mai 1858, † 20. August 1894), Forstassessor, ⚭ 1890 Klothilde Freiin von und zu Brenken (* 1864)
- August (* 22. Februar 1869, † 7. Juni 1938), Forstmeister, ⚭ 1908 Asteria Valckenberg (1881–1935)[1]

## Werdegang und Wirken
Nach dem Abitur am Gymnasium Paulinum Münster im Jahre 1839 absolvierte er ein Studium der Rechtswissenschaften an den Universitäten Bonn, Heidelberg und München und bestand am 30. Dezember 1842 das Auskultatorexamen am Oberlandesgericht Münster und wurde dem Land- und Stadtgericht Münster als Auskultator zugewiesen.
Seinen Militärdienst als Einjährig-Freiwilliger leistete er 1843/1844 bei der 7. Artillerie-Brigade.
Nach dem mündlichen Referendariats-Examen am 30. April 1846 wurde er am 10. Februar 1847 zum Gerichtsreferendar ernannt. Am 30. März desselben Jahres wurde er auf eigenen Wunsch aus dem Justizdienst entlassen und wechselte in den Verwaltungsdienst.
Am 5. Februar 1848 folgte die Ernennung zum Regierungsreferendar bei der Regierung Münster. Bereits nach einem Jahre Tätigkeit stellte er ein Entlassungsgesuch, um in das österreichische Militär einzutreten. Wegen der Verpflichtung, seinen schwer erkrankten Vater zu pflegen, musste er dieses Ziel aufgeben.
Am 28. August 1850 erlangte er wieder die preußische Staatsangehörigkeit und kam im April 1852 als Regierungsreferendar zur Regierung Düsseldorf.
Die Stadtverordnetenversammlung  Geldern wählte ihn am 11. September 1858 auf 12 Jahre zum Bürgermeister, nachdem er am 28. August 1852 zum kommissarischen Bürgermeister ernannt worden war.
Am 29. Juni 1867 wurde er mit der kommissarischen Verwaltung des Landratsamtes Unterwesterwaldkreis beauftragt und am 23. März 1868 definitiv mit dem Amt des Landrats betraut.
Aus Krankheitsgründen bat er am 14. August 1884 um Entlassung aus dem Staatsdienst. Zum 1. September 1884 wurde er pensioniert.